# Ken Lynch
Pour les articles homonymes, voir Lynch.
Ken Lynch est un acteur américain né le 15 juillet 1910 à Cleveland, Ohio (États-Unis) et mort le 13 février 1990 à Burbank (Californie).

## Filmographie

### Au cinéma
- 1947 : Le Mur invisible (Gentleman's Agreement) d'Elia Kazan
- 1950 : Planqué malgré lui (When Willie Comes Marching Home ) de John Ford
- 1958 : The Bonnie Parker Story de William Witney : Cook at Restaurant
- 1958 : L'Odyssée du sous-marin Nerka (Run Silent Run Deep) de Robert Wise : Frank
- 1958 : Young and Wild : David Whitman
- 1958 : Man or Gun : Buckstorm Corley
- 1958 : Voice in the Mirror : Frank, Bartender
- 1958 : Les Monstres sur notre planète (I Married a Monster from Outer Space) : Dr. Wayne
- 1958 : Unwed Mother : Ray Curtis
- 1959 : Paratroop Command : Lieutenant
- 1959 : La Gloire et la Peur (Pork Chop Hill) : Maj. Gen. Trudeau
- 1959 : Autopsie d'un meurtre (Anatomy of a Murder) d'Otto Preminger : Det. Sgt. James Durgo
- 1959 : La Mort aux trousses (North by Northwest) d'Alfred Hitchcock : Charley, policier de Chicago
- 1959 : Fais Ta Prière... Tom Dooley (The Legend of Tom Dooley) de Ted Post : Father
- 1960 : The Lawbreakers : Ed Rackin
- 1960 : Ombre sur notre amour (The Dark at the Top of the Stairs) de Delbert Mann : Harry Ralston
- 1960 : Les Sept chemins du couchant (Seven Ways from Sundown) : Graves
- 1961 : Portrait of a Mobster : Lieutenant D. Corbin
- 1961 : Branle-bas au casino (The Honeymoon Machine) : Capt. James Angle
- 1962 : La Rue chaude (Walk on the Wild Side) : Frank Bonito
- 1962 : Le Jour du vin et des roses (Days of Wine and Roses) de Blake Edwards : Liquor Store Proprietor
- 1963 : FBI Code 98 (en) de Leslie H. Martinson : Special Agent in Charge Gibson White
- 1964 : La Mort frappe trois fois (Dead Ringer) : Captain Johnson
- 1964 : Apache Rifles : Hodges
- 1964 : Dear Heart : The Masher
- 1966 : Mister Buddwing : Dan
- 1967 : Hotel : Laswell
- 1968 : Syndicat du meurtre (P. J.) de John Guillermin
- 1968 : Frissons garantis : Police Lieutenant
- 1970 : Tora! Tora! Tora! de Richard Fleischer, Kinji Fukasaku et Toshio Masuda : Adm. John H. Newton (Lexington)
- 1972 : Meurtres dans la 110e rue (Across 110th Street) : Tailor Shop Patrolman
- 1973 : Bad Charleston Charlie : Sheriff Koontz
- 1974 : Willie Dynamite (en) : Judge No. 1
- 1974 : W de Richard Quine : Guard

### À la télévision
- 1949 : The Plainclothesman (série télévisée) : The Lieutenant
- 1958 : Alfred Hitchcock présente (Alfred Hitchcock Presents) (série télévisée)
- 1959 : La Quatrième Dimension (The Twilight Zone) (série télévisée) : Charlie (saison 1, épisode 3 : La Seconde Chance)
- 1960 : Échec et mat (Checkmate) (série télévisée) : lieutenant Thomas Brand
- 1960-1967 : The Andy Griffith Show (série télévisée) (4 épisodes)
- 1965 : Les Monstres (The Munsters) (série télévisée)
- 1966 : Les Mystères de l'Ouest (The Wild Wild West), (série TV) - Saison 2 épisode 5, La Nuit des Revenants (The Night of the Returning Dead), de Richard Donner : Tom Kellogg
- 1966 : Star Trek, (série télévisée) - Saison 1 épisode 26, Les Mines de Horta : L'Ingénieur-chef Vanderberg
- 1969 : Le Virginien : (TV) saison 8 épisode 08 (The substitute) : Sheriff Stoddart
- 1970 : Run, Simon, Run (TV) : Warden Lomis
- 1971 : Incident in San Francisco (TV) : Detective Hanson
- 1971-1973 : All in the Family (série télévisée)
- 1972 : Jigsaw (TV) : Mr. Cummings
- 1973 : Poor Devil (TV) : Desk Sergeant
- 1979 : Galactica (Battlestar Galactica) (série télévisée)
- 1982 : Rooster (TV) : Poker Player
- 1983 : Le Souffle de la guerre ("The Winds of War") (feuilleton TV) : RAdm. Talbot Gray